# Maxximum Film Und Kunst
Maxximum Film Und Kunst ist ein 2001 gegründeter deutscher Filmverleih in Poppenhausen (Wasserkuppe) im Landkreis Fulda in Hessen. Er bringt als Spartenverleih schwerpunktmäßig türkische Blockbuster ins europäische Kino. 
Die Filme waren in Deutschland teilweise so erfolgreich, dass Produktionen bereits fünfmal mit dem Box Office Germany Award (Bogey) ausgezeichnet wurden, unter anderen der umstrittene Tal der Wölfe – Irak.

## Historie
Seit 2001 betreut das Unternehmen türkische Filmprojekte, zum Teil in führender Funktion. Der Verleih ist zunächst nur in Deutschland aktiv. Ab 2003 kommen die Länder Österreich, Belgien, Niederlande, Schweiz und das Vereinigte Königreich hinzu. Zum Teil erfolgt auch ein weltweiter Vertrieb (außer USA).
Ab 2007 erfolgen auch Veröffentlichungen von Filmen auf DVD.
Seit dem Jahr 2008 befinden sich erstmals zudem deutsche Produktionen im Verleih des Unternehmens, zum Beispiel Sinan Akkuş’ Evet, ich will! (2008). Diese will der Verleih neben dem deutschen auch im türkischen Kino platzieren.

## Kinoverleih (Auswahl)
- Evet, ich will! (2009)
- Fightgirl Ayse (2009)
  - Deutschland
- Nefes (2008)
  - Deutschland
- Kabadayi (2007) 
  - Österreich
  - Belgien
  - Niederlande
  - Schweiz
- Beyaz melek (2007) 
  - Deutschland
  - Österreich
  - Belgien
  - Niederlande
  - Schweiz
  - Vereinigtes Königreich
- Dondurmam gaymak (2006) (deutscher Titel: Ice Cream, I Scream)
  - Deutschland
  - Österreich
  - Belgien
  - Niederlande
  - Schweiz
  - Vereinigtes Königreich
- Sinav (2006)
  - Deutschland
  - Österreich
  - Niederlande
- Hacivat Karagöz neden öldürüldü? (2006) 
  - Deutschland
- Kurtlar vadisi – Irak (deutscher Titel: Tal der Wölfe – Irak)
  - Deutschland
  - Niederlande
  - Non-USA
- Keloglan kara prens'e karsi (2006) 
  - Niederlande
- Hababam sinifi 3,5 (2006) 
  - Non-USA
- Hababam sinifi askerde (2005)
  - Non-USA
- Hababam sinifi merhaba (2004) 
  - Non-USA
- Babam Ve Oglum (2005)
  - Niederlande
  - Non-USA
- Hirsiz var! (2005) (deutscher Titel: Diebstahl alla turca)
  - Deutschland
- Asmali konak: Hayat (2003)
  - Non-USA (2003)
- Gonderilmemis mektuplar (2003)
  - Deutschland
- Deli yürek: Bumerang cehennemi (2001)
  - Deutschland[3]

## Einzelbelege
1. ↑  Archivierte Kopie (Memento des Originals vom 16. Dezember 2007 im Internet Archive)  Info: Der Archivlink wurde automatisch eingesetzt und noch nicht geprüft. Bitte prüfe Original- und Archivlink gemäß Anleitung und entferne dann diesen Hinweis.
2. ↑  http://www.rbb-online.de/_/presse/mitteilung_jsp/key=pm_6464657.html
3. ↑  http://www.imdb.com/company/co0115435/